# Phoebophilus
Phoebophilus is een geslacht van vlinders van de familie uilen (Noctuidae), uit de onderfamilie Hadeninae.

## Soorten
- P. amoenas Staudinger, 1888
- P. decipiens Alphéraky, 1895
- P. veternosa (Pungeler, 1908)